# سوتورو (حزب الاتحاد السرياني)
مكتب الأمن السرياني (بالسريانية: ܡܟܬܒܐ ܕܣܘܬܪܐ ܣܘܪܝܝܐ)‏، والمعروفة باسم سوتورو أو شرطة سوتورو، هي قوة شرطة مسيحية آشورية سريانية في كانتون الجزيرة التابع للإدارة الذاتية لشمال وشرق سوريا في سوريا، حيث تعمل بالتنسيق مع قوة شرطة ابآسايش العامة في الكانتون مع مهمة مراقبة المناطق والأحياء العرقية الآشورية. يرتبط تأسيس المكتب بحزب الاتحاد السرياني.

## التاريخ

### الاندماج في مؤسسات روجافا
مع اندلاع الحرب الأهلية السورية ونزاع روجافا، تم تنظيم وحدات سوتورو لأول مرة في بلدة القحطانية (قبري هيوري)، وبعد ذلك بوقت قصير في المالكية (دايريك). يحتفظ حزب الاتحاد السرياني بعلاقات حميمة وودية مع جيرانه الأكراد، وقد كان من المنظمات التي انضمت إلى حزب الاتحاد الديمقراطي الكردي في إنشاء إدارة رسمية للحكم الذاتي في شمال سوريا تسمى روجافا. وعقب هذه السياسة، سعت سوتورو لمواءمة نفسها مع وحدات حماية الشعب الكردية من المرحلة المبكرة. ومع أن الأكراد كانوا في البداية يشتبهون بها عندما بدأت في التنظيم، حيث أرادوا لأعضائها إما نزع سلاحهم أو الانضمام إلى التشكيلات الكردية، إلا أن القوات الكردية قبلتها في النهاية ورحبت بها. صارت سوتورو مندمجة بشكل كامل في إدارة الإدارة الذاتية لشمال وشرق سوريا، حيث تعمل بجانب قوة الشرطة العامة في روجافا آسايش، وتدير نقاط التفتيش المشتركة وتقوم بدوريات مشتركة في الأحياء، بينما انضم نظيرها شبه العسكري المجلس العسكري السرياني إلى تحالف مع وحدات حماية الشعب في يناير 2014.

### الانفصال عن مجموعة «سوتورو»
لا ينبغي الخلط بين هذه المجموعة وسوتورو التي تحمل نفس الاسم في اللغة السريانية، ولكن باستخدم الترجمة الإنجليزية "Syriac Protection Office" والحروف المختلفة. تأسست هذه المنظمة الشرطية في مدينة القامشلي في الأصل باعتبارها الفرع المحلي لسوتيرو، ولكن في أواخر عام 2013 انفصلت، وتحولت إلى ميليشيا متحالفة مع حكومة بشار الأسد البعثية. أسست سوتورو فرعًا جديدًا في القامشلي.

## روابط خارجية
- Sutoro - الآشوريون / الآراميون يتدربون لحماية مناطقهم في سوريا فيديو من آر تي